# Gorgasella eximia
Gorgasella eximia är en spindelart som beskrevs av Arthur M. Chickering 1946. Gorgasella eximia ingår i släktet Gorgasella och familjen hoppspindlar. Inga underarter finns listade i Catalogue of Life.